# Wrawrona
Wrawrona (gr. Βραυρώνα) – miejscowość w środkowej Grecji, w Attyce, u wybrzeży Morza Egejskiego, w gminie Markopulo Mesojeas. W 2011 roku liczyła 195 mieszkańców.
Pomiędzy 2000 a 1600 rokiem p.n.e. na zachód od współczesnej miejscowości, na położonym wśród bagien i rozlewisk wzgórzu wzniesiono akropol, użytkowany do IX wieku p.n.e. W VI wieku p.n.e. u stóp tego wzgórza, nad rzeczką Erasinos, powstało sanktuarium Artemidy oraz starożytne miasto Brauron (gr. η Βραυρών). Według Pauzaniasza była to jedna z dwunastu głównych miejscowości ówczesnej Attyki.
Przy dobrze zachowanych dawnego miasta znajduje się państwowe muzeum archeologiczne.
Do miasteczka położonego o 2 km od sanktuarium dojeżdża autobus podmiejski z Aten.